# Cimetière d'Allegheny
Le cimetière d’Allegheny est l’un des plus grands et des plus anciens lieux de sépulture à Pittsburgh, en Pennsylvanie, aux États-Unis.
Il s’agit d’un cimetière multi-confessionnel prenant la forme d’un parc et d’une colline boisée situé au 4734 Butler Street dans le quartier de Lawrenceville et délimité par Bloomfield, Garfield, et Stanton Heights. Il est situé sur la face versant nord des collines surplombant la rivière Allegheny.

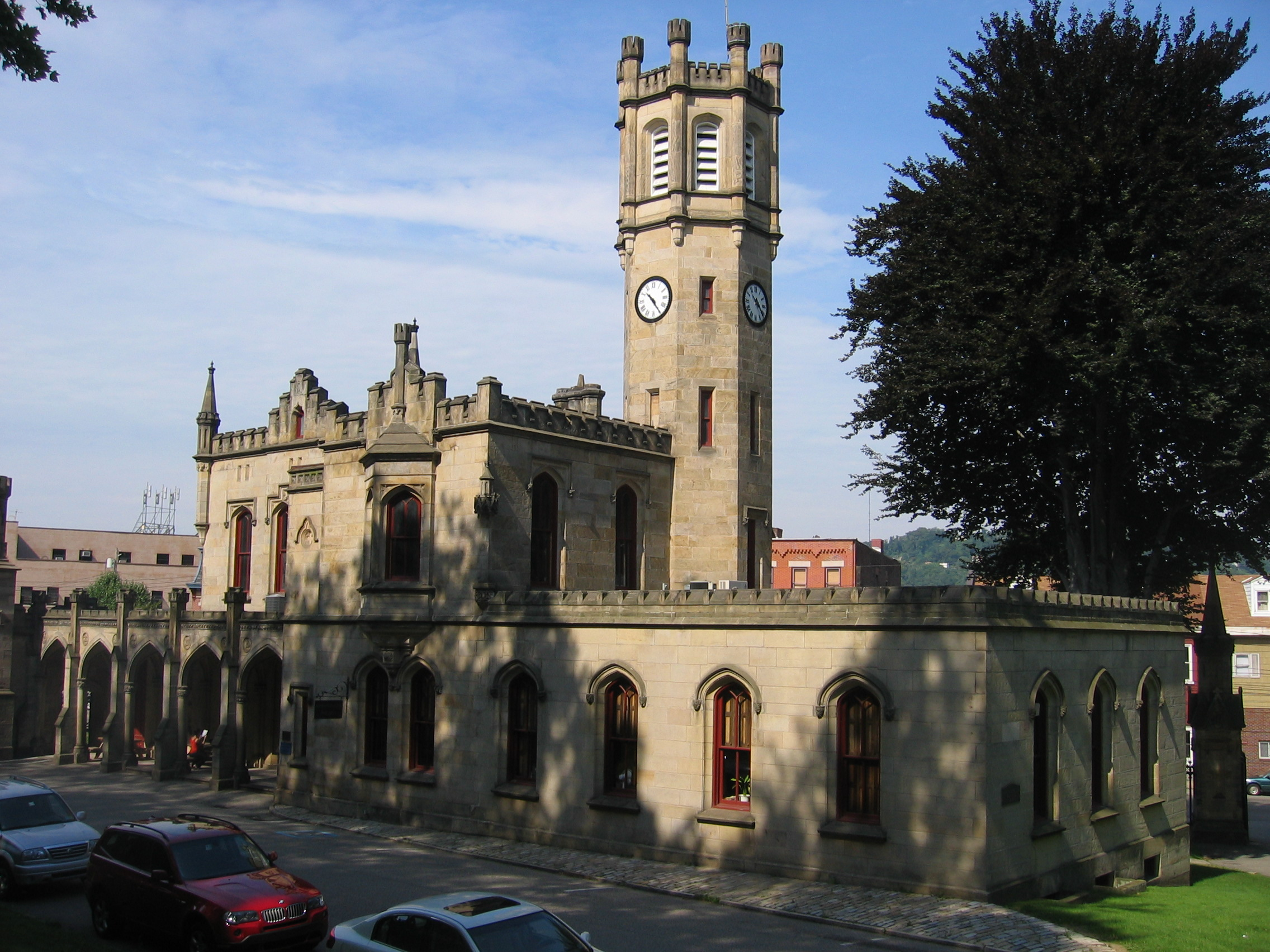
Entrée sur Butler Street

Ouvert en 1845, le cimetière Allegheny est le sixième plus vieux cimetière rural en Amérique et a été agrandi au fil des ans pour maintenant atteindre 300 acres (1,2 km2).

## Personnalités
- Stephen Foster (1826–1864), auteur de chansons
- Josh Gibson (1911–1947), joueur de baseball de la Negro League
- Calbraith Perry Rodgers (1879–1912), pionnier de l’aviation
- Stanley Turrentine (1934–2000), musicien de jazz

## Sources
- (en) Cet article est partiellement ou en totalité issu de l’article de Wikipédia en anglais intitulé « Allegheny Cemetery » (voir la liste des auteurs).